# ハレス
ハレス (Hales/Chales) は、紀元前4世紀前半に活躍したトラキア人の一部族トリバッロイ人の王。
紀元前376年、ハレスはトリバッロイ人の軍勢3万人を率いてハエムス山脈を越え、ストルマ川渓谷を通り、エーゲ海に面するアブデラまで遠征した。彼らはこの街を包囲し、陥落寸前まで追い詰めたが、アテナイの将軍カブリアスがハレスやマロネイア王と和平交渉を行い、彼らをアテナイの味方に引き入れた。